# A Case of You (película)
A Case of You es una película de comedia romántica estadounidense de 2013. Fue dirigida por Kat Coiro y producida y protagonizada por Justin Long, quien escribió el guion con su hermano Christian y Keir O'Donnell, quien también tiene un papel en la película. Se estrenó en el Festival de Cine de Tribeca en abril de 2013 y fue estrenada en Estados Unidos por IFC Films en noviembre del mismo año.
El título está tomado de la canción de Joni Mitchell del mismo nombre, aunque la canción no aparece en la película.

## Trama
Sam, un joven autor de Nueva York, no está satisfecho con su vida. Aunque su novelización de la exitosa película Teen Vampire es popular, no quiere escribir otras novelizaciones a pesar de las propuestas de su agente, Alan. Sam sufre un bloqueo del escritor con su propio trabajo. Se enamora de Birdie, una artista callejera y barista de la cafetería local, pero no sabe cómo conocerla.
Después de que su compañero de apartamento, Eliot, sugiere revisar el perfil de Facebook de Birdie, Sam decide fingir que comparte los intereses que ella enumera en su perfil. Comienza a aprender a tocar la guitarra y a cocinar cocina francesa, y compra libros de Walt Whitman y canciones de Joan Baez. Después asistir a un club de comedia que Birdie mencionó en línea para producir un encuentro «accidental», los dos se hacen amigos y compañeros en una clase de baile de salón, y Sam comienza a escribir una novela basada en su relación.
Para pasar más tiempo con ella, Sam hace de cuenta que comparte los otros intereses de Birdie, como la pedicura y el bourbon. Comienzan a enamorarse y Birdie acompaña a Sam, Eliot y la novia de Eliot, Ashley, a un retiro espiritual donde duermen juntos por primera vez. Aunque a Sam le gusta pasar tiempo con Birdie, le resulta difícil participar en sus muchos intereses y se siente intimidado por su habilidad en áreas como la caricatura, el canto y la escalada en roca.
Después de que Birdie le dice a Sam que lo ama y menciona el plan de sus padres de asistir a su inminente recital de baile, la inseguridad de Sam desalienta su interés en él. En una reunión de presentación, Alan y otro agente elogian la novela de Sam como un magnífico retrato de un patético «eunuco» que, después de romper tontamente con su novia, está condenado a quedarse solo. Al darse cuenta de que ha cometido un error, Sam se apresura al recital donde Birdie está a punto de bailar con otro compañero. Él le declara su amor y confiesa haber usado su perfil de Facebook para ajustar su personalidad pública. Ella le dice que lo supo todo el tiempo, incluso agregando elementos para ver si él respondía. Ella volver a empezar desde donde lo dejaron y Sam decide darle a su libro un final feliz.

## Reparto
- Justin Long como Sam
- Evan Rachel Wood como Birdie
- Sam Rockwell como Gary
- Sienna Miller como Sarah
- Brendan Fraser como Tony
- Vince Vaughn como Alan
- Peter Dinklage como Gerard
- Keir O'Donnell como Eliot
- Busy Philipps como Ashley
- Peter Billingsley como Scott
- Mizuo Peck como Jemily
- Emilio Delgado como Roberto
- Savannah Wise como Lily

## Estreno
A Case of You se estrenó en el Festival de Cine de Tribeca de 2013 y fue lanzada por IFC Films en plataformas de video bajo demanda, así como en un estreno limitado en cines el 8 de noviembre de 2013. Fue lanzada en DVD el 4 de febrero de 2014.